# Rosalia Tobia
Rosalia Tobia, detta Rosalie (Picinisco, 1860 – Cagnes-sur-Mer, 1932), è stata una modella e cuoca italiana, attiva in Francia.
È nota soprattutto per aver fondato il ristorante Chez Rosalie, che divenne un luogo di ritrovo per gli artisti di Montparnasse tra gli anni 1910 e la fine degli anni 1920.

## Biografia
Originaria della Ciociaria, Rosalia Tobia nacque a Picinisco nel 1860. Nel 1887 giunse a Parigi come cameriera della principessa Ruspoli. Quell'anno si sposò ed ebbe un figlio, Luigi (chiamato Louis in francese). Nella capitale francese lavorò dapprima con Odilon Redon e poi iniziò la propria carriera da modella presso il pittore accademico William-Adolphe Bouguereau, posando per i quadri Giovinezza, Le due bagnanti, Rêverie sur le seuil e Les agneux. In seguito lavorò anche per Carolus-Duran e James Abbott McNeill Whistler.

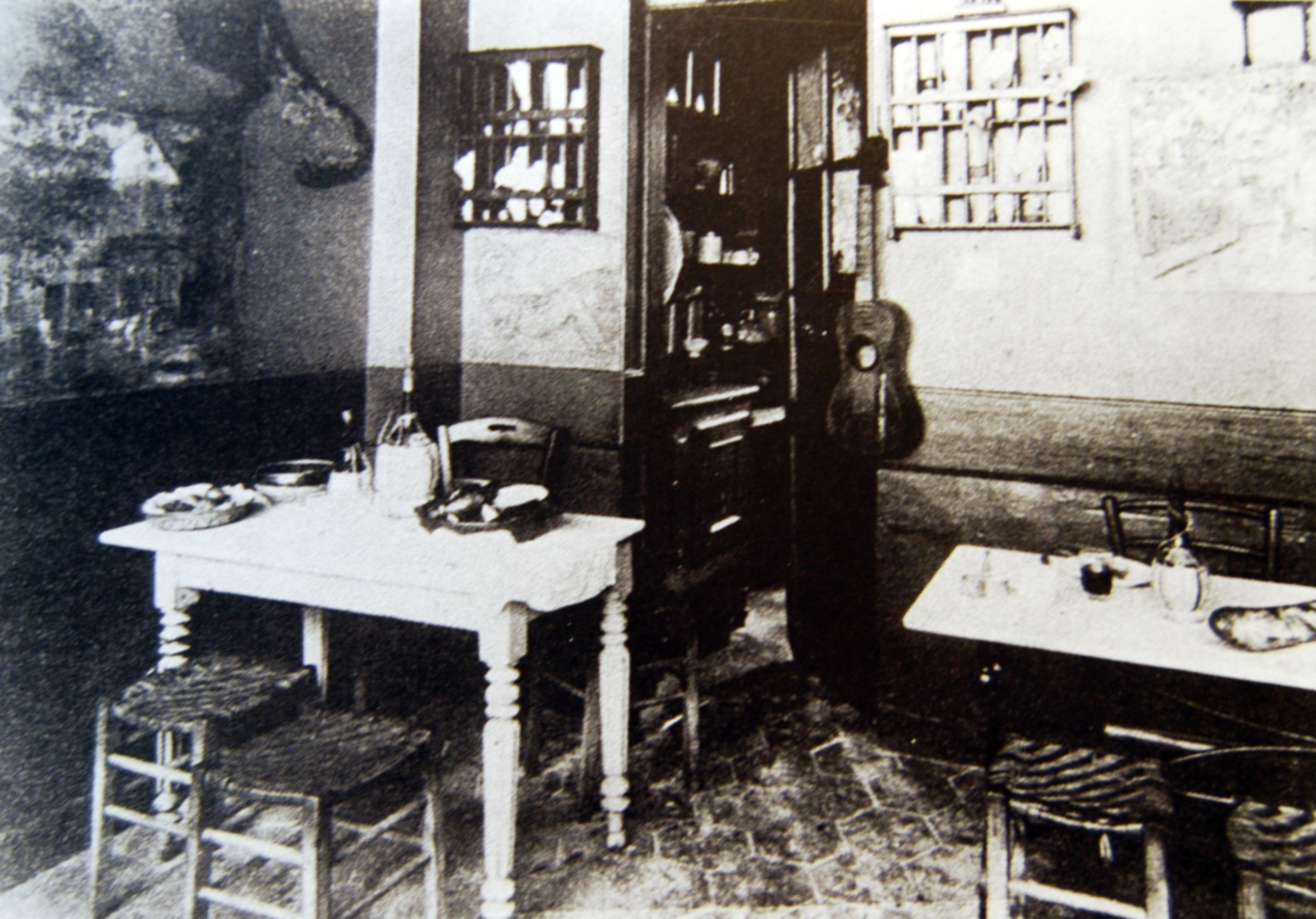
L'interno del Chez Rosalie in una fotografia del 1918-1919.

In un anno non ben precisato tra il 1906 e il 1912, abbandonata la carriera da modella, Rosalia aprì un ristorante a Montparnasse, il Chez Rosalie. Questo piccolo bistrò situato nella rue Campagne-Première serviva una cucina tipicamente italiana ed era frequentato per lo più dai muratori attivi nei cantieri dei paraggi, quando Parigi cominciava a espandersi a livello edilizio. In questa attività veniva assistita dal figlio Luigi.
In quegli anni, un altro italiano si trasferì nel quartiere degli artisti di Montparnasse: si trattava del livornese Amedeo Modigliani. Modigliani cominciò a frequentare molto spesso il locale di Rosalia Tobia, alla quale spesso regalava dei suoi disegni quando non aveva abbastanza soldi per pagare un pasto. Rosalia, tuttavia, non riusciva a comprendere l'arte modernista di Modigliani, essendo questa molto diversa dall'arte accademica che aveva conosciuto in gioventù. Si ritiene che molti di questi "scarabocchi" (come li chiamava lei) siano stati usati per accendere le fornacelle o siano stati messi in una cantina, dove furono rosicchiati dai topi.
Quando Modigliani iniziò la propria relazione con Jeanne Hébuterne, la coppia si trasferì nei pressi del locale di Rosalia, con la quale aveva stretto un rapporto di amicizia. Altri frequentatori del locale furono i pittori Maurice Utrillo, Pablo Picasso e Jules Pascin, come pure la modella Alice Prin, più nota come Kiki di Montparnasse.
Tra il 1929 e il 1930 Rosalia chiuse il suo ristorante e si trasferì nella Francia meridionale, nei pressi di Cannes, in una campagna che le ricordava la sua terra natale. Morì due anni dopo a Cagnes-sur-Mer, nel 1932, e venne sepolta lì.